# Olympische Sommerspiele 2016/Teilnehmer (St. Kitts und Nevis)
| Gelbes Symbol für Goldmedaillen mit stilisierten Olympischen Ringen | Graues Symbol für Silbermedaillen mit stilisierten Olympischen Ringen | Braundes Symbol für Bronzemedaillen mit stilisierten Olympischen Ringen |
| ------------------------------------------------------------------- | --------------------------------------------------------------------- | ----------------------------------------------------------------------- |
| —                                                                   | —                                                                     | —                                                                       |

St. Kitts und Nevis nahmen an den Olympischen Spielen 2016 in Rio de Janeiro teil. Es war die insgesamt sechste Teilnahme an Olympischen Sommerspielen. Das St. Kitts and Nevis Olympic Committee nominierte sieben Athleten in einer Sportart.

## Teilnehmer nach Sportarten

### Leichtathletik
Laufen und Gehen 
| Athleten                                                                               | Wettbewerb        | Runde 1 | Runde 1 | Halbfinale    | Halbfinale    | Finale        | Finale        | Rang |
| Athleten                                                                               | Wettbewerb        | Zeit    | Rang    | Zeit          | Rang          | Zeit          | Rang          | Rang |
| -------------------------------------------------------------------------------------- | ----------------- | ------- | ------- | ------------- | ------------- | ------------- | ------------- | ---- |
| Frauen                                                                                 |                   |         |         |               |               |               |               |      |
| Tameka Williams                                                                        | 200 m             | 23,61 s | 57      | ausgeschieden | ausgeschieden | ausgeschieden | ausgeschieden | 57   |
| Männer                                                                                 |                   |         |         |               |               |               |               |      |
| Antoine Adams                                                                          | 100 m             | 10,39 s | 54      | ausgeschieden | ausgeschieden | ausgeschieden | ausgeschieden | 54   |
| Kim Collins                                                                            | 100 m             | 10,18 s | 19      | 10,12 s       | 17            | ausgeschieden | ausgeschieden | 17   |
| Brijesh Lawrence                                                                       | 100 m             | 10,55 s | 62      | ausgeschieden | ausgeschieden | ausgeschieden | ausgeschieden | 62   |
| Antoine Adams                                                                          | 200 m             | 20,49 s | 30      | ausgeschieden | ausgeschieden | ausgeschieden | ausgeschieden | 30   |
| Antoine Adams Allistar Clarke Kim Collins Brijesh Lawrence Jason Rogers Lestrod Roland | 4 × 100-m-Staffel | 39,81 s | 15      | –             | –             | ausgeschieden | ausgeschieden | 15   |